# (186007) Guilleminet
(186007) Guilleminet est un astéroïde de la ceinture principale.

## Description
(186007) Guilleminet est un astéroïde de la ceinture principale. Il fut découvert le 18 août 2001 à Pises par l'Observatoire des Pises. Il présente une orbite caractérisée par un demi-grand axe de 2,45 UA, une excentricité de 0,19 et une inclinaison de 0,5° par rapport à l'écliptique.

## Compléments